# Фрагментація (біологія)
Фрагментація (лат. fragmentatio) — спосіб безстатевого розмноження, при якому особина ділиться на дві або декілька частин (фрагментів), кожна з яких росте і утворює новий організм; здатність деяких живих істот відновлювати втрачені органи або частини тіла (регенерація).
| Метелик | Це незавершена стаття з біології. Ви можете допомогти проєкту, виправивши або дописавши її. |